# Stor-Rensjön
Stor-Rensjön är en sjö nordväst om Åreskutan i Åre kommun i Jämtland och ingår i Indalsälvens huvudavrinningsområde. Sjön är 140 meter djup, har en area på 48,7 kvadratkilometer och ligger 502 meter över havet. Sjön avvattnas av vattendraget Anjeströmmen (Vukumanån). Vid provfiske har lake, röding och öring fångats i sjön.

## Delavrinningsområde
Stor-Rensjön ingår i delavrinningsområde (706193-133904) som SMHI kallar för Utloppet av Stor-Rensjön. Medelhöjden är 534 meter över havet och ytan är 97,18 kvadratkilometer. Räknas de 14 avrinningsområdena uppströms in blir den ackumulerade arean 120,21 kvadratkilometer. Anjeströmmen (Vukumanån) som avvattnar avrinningsområdet har biflödesordning 2, vilket innebär att vattnet flödar genom totalt 2 vattendrag innan det når havet efter 377 kilometer. Avrinningsområdet består mestadels av skog (32 procent). Avrinningsområdet har 48,96 kvadratkilometer vattenytor vilket ger det en sjöprocent på 50,3 procent.